# Povedilla
Povedilla er en by og kommune i det sydøstlige Spanien i provinsen Albacete. Den har et indbyggertal på 392 (2024) indbyggere.